# Ivan Golounov
Ivan Valentinovitch Golounov (en russe : Иван Валентинович Голунов), né le 19 janvier 1983 à Moscou, est un journaliste d'investigation russe. Correspondant affilié au département d'investigation du média internet russophone Meduza, il est l'auteur de nombreuses enquêtes fouillées visant notamment la corruption exercée au niveau des hautes sphères du pouvoir. Colauréat en octobre 2017 et août 2018 du prix mensuel Redkollegiya (ru),, sa renommée s'accroit subitement en juin 2019 après son interpellation sous le couvert allégué de détention et vente de stupéfiants. Maltraité par la police et assigné à résidence, plusieurs médias et notables s'insurgent contre cette arrestation qu'ils assimilent à une manœuvre politique montée de toutes pièces visant à réprimer la teneur d'investigations connexes impliquant le gouvernement russe. Cinq jours plus tard, après une importante mobilisation de la société civile, l'affaire est finalement classée et le journaliste libéré, blanchi de toute accusation.

## Biographie
Né en 1983, Ivan Golounov a travaillé pour Novaïa Gazeta, Slon.ru (ru), Forbes, Vedomosti, RBK et la chaîne de télévision Dojd,.
Depuis 2016, le journaliste est correspondant pour le journal en ligne russe indépendant Meduza (basé en Lettonie). Il y publie régulièrement des enquêtes sur la corruption de hauts-fonctionnaires russes. Il a notamment publié des articles :
- sur une escroquerie conçue par des entreprises proposant des microcrédits dont la garantie est le bien immobilier du client à des personnes déjà endettées — ce qui leur permet de s'approprier 500 logements moscovites et d'en expulser les occupants[4],[7] ;
- sur des malversations dans le cadre de la crise des déchets à Moscou[8],[9] ;
- sur l'enrichissement de proches d'un maire adjoint de Moscou[10].

En septembre 2019, Golounov reçoit le prix Anna-Politkovskaïa du courage professionnel (aussi appelé prix Kamerton (ru)).

## Arrestation en 2019

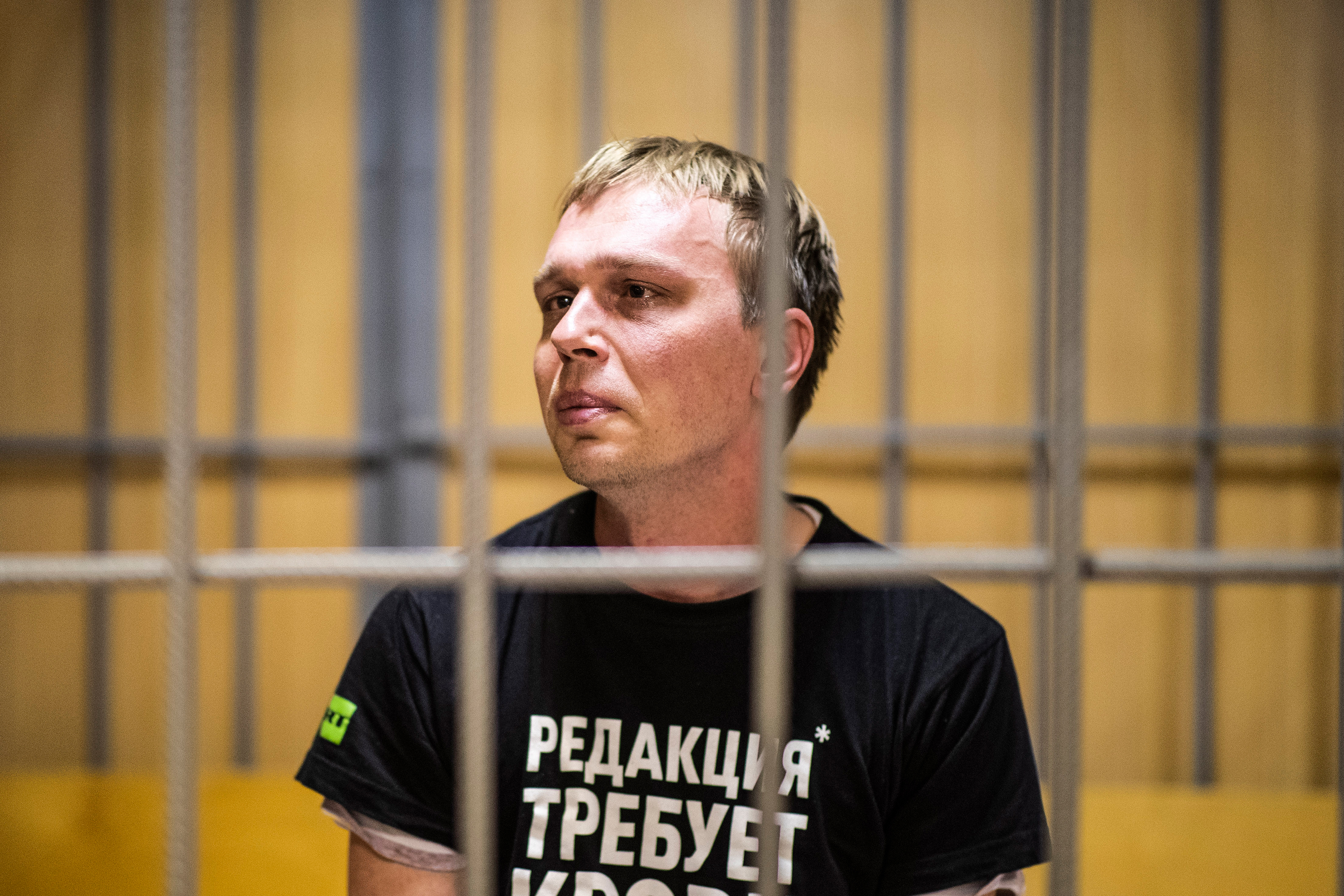
Ivan Golounov après son arrestation, au palais de justice Nikoulinski, à Moscou.

En août 2018, Ivan Golounov publie le premier volet d'une longue investigation sur la gestion mafieuse des pompes funèbres en Russie et notamment à Moscou, où sont en concurrence hauts-fonctionnaires corrompus assistés des forces de l’ordre d'une part et groupes criminels d'autre part. Alors qu'il achève la seconde partie de son enquête, il est arrêté dans la rue par la police moscovite le 6 juin 2019, laquelle prétend avoir retrouvé sur lui des produits stupéfiants dans son sac à dos, qui aurait contenu quatre grammes de méphédrone, ce qu'il nie. Après une perquisition à son domicile où les autorités locales affirment, photos à l'appui — elles admettront ensuite que les photos n'ont pas été prises dans l'appartement du journaliste —, qu'a été trouvé du matériel utilisé pour le trafic de drogue, il est officiellement inculpé le 8 juin et encourt jusqu'à quinze ans de détention.
Lui-même, son avocat, divers journalistes russes et ses collègues de Meduza affirment qu'il a été piégé par la police en raison de son enquête récente, depuis laquelle il se sentait suivi, et de son travail en général qui lui vaut des menaces récurrentes. « Le procédé du sachet de drogue planté dans les affaires personnelles d’un personnage dérangeant est largement utilisé par la police russe, faute de délit réel, y compris pour faire du chiffre », écrit Libération. L'ONG Reporters sans frontières estime que « le comportement suspect de la police suggère un coup monté »,.
Ivan Golounov affirme s'être vu arbitrairement refuser l'accès à un avocat et avoir été frappé à deux reprises par des policiers alors qu'il était en détention ; un médecin constate des traces de coups et suspecte des traumatismes,. Le journaliste est relâché et assigné à résidence le 8 juin jusqu'au 7 août, mais pouvant être prolongée, comme c'est souvent le cas le temps de la préparation des procès,. Le 11 juin, trois quotidiens russes, Kommersant, Vedomosti et RBK, consacrent leur « une » au journaliste, celles-ci portant l'inscription « Je suis, nous sommes Ivan Golounov »,. L’affaire provoque une vague d’indignation inédite.
Le 11 juin 2019, les poursuites contre Golounov sont abandonnées en raison d'un manque de preuves et le ministre de l'Intérieur Vladimir Kolokoltsev déclare vouloir limoger deux responsables de la police,. L'abandon des poursuites est aussi dû à la mobilisation des médias et de personnalités qui a surpris les autorités. Le 12, à Moscou, 400 manifestants dénonçant les agissements de la police vis-à-vis d'Ivan Golounov, parmi lesquels l'opposant Alexeï Navalny et des dizaines de journalistes russes ou étrangers, sont violemment interpellées pour délit de manifestation non autorisée près du siège du FSB. Ils veulent alerter l’opinion publique sur le sort des journalistes emprisonnés en Russie, dont quatre sont inculpés de tentative d’extorsion de fonds à l’encontre de hauts fonctionnaires qui étaient justement la cible de leurs enquêtes anticorruption, selon Reporters sans frontières. Des journalistes russes citent par ailleurs le cas d’Andreï Evgueniev, reporter à Zvezda, la chaîne du ministère de la Défense, condamné à trois ans de prison pour possession de drogue. D'autres journalistes reprochent à leurs confrères d’avoir maintenu cette manifestation, estimant qu’elle constitue une provocation à l’encontre des forces de l’ordre humiliées d’avoir dû stopper les poursuites contre Ivan Golounov. La mairie de Moscou autorise une marche de soutien à Golounov pour le 16,,,. Selon l'agence Reuters, la manifestation a rassemblé un demi-millier de personnes : « Exceptionnellement, le rassemblement de dimanche a été autorisé par les autorités, ce qui laisse supposer que le gouvernement russe, gêné par la tournure prise par l'affaire Golounov, est disposé à laisser la colère s'exprimer le temps que la pression retombe ». Selon le journaliste Paul Gogo, présent sur place, des portiques et des fouilles ont été mis en place et l'armée a été déployée.